# Grúa Kockums

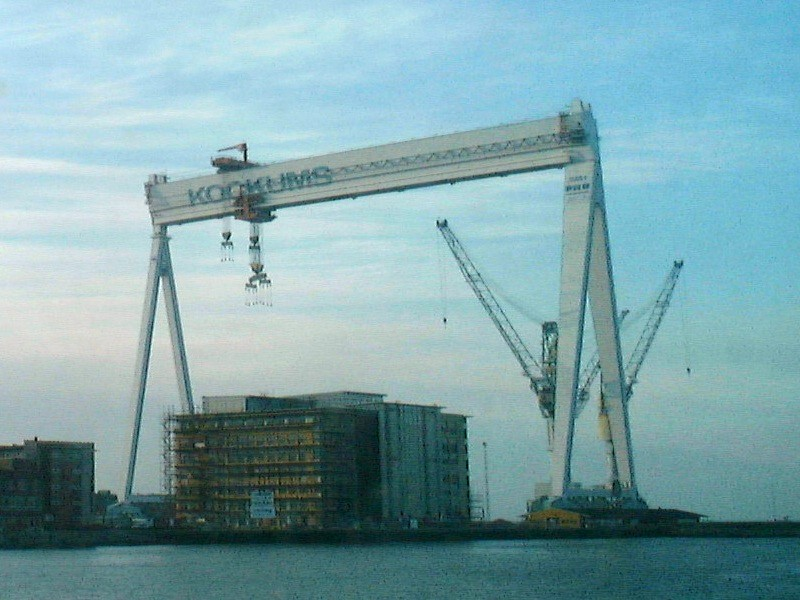
La grúa Kockums en febrero de 2000.

La Kockums fue una grúa situada en el puerto de Malmö, Suecia. Fue construida en los años 1973–74 y podía elevar hasta 1.500 toneladas. La anchura del rail era de 175 metros y su longitud de 710 metros. Se utilizó para la construcción de 75 barcos, su último uso fue en 1997.
Vendida primeramente a principios de los años 90 a la empresa Burmeister & Wain.
Era un símbolo de la ciudad de Malmö desde su construcción hasta el desmantelamiento en el verano de 2002, cuando fue transportada hasta Ulsan en Corea del Sur.
- Datos: Q489270
- Multimedia: Kockumskranen / Q489270